# Joseph Oller
Joseph Oller, nato Josep Oller i Roca (Terrassa, 10 febbraio 1839 – Parigi, 19 aprile 1922), è stato un impresario teatrale e imprenditore spagnolo naturalizzato francese, noto per essere stato tra i fondatori del Moulin Rouge, uno dei più famosi locali di Parigi e con Charles Zidler fu inventore di un nuovo sistema di scommesse..

## Biografia

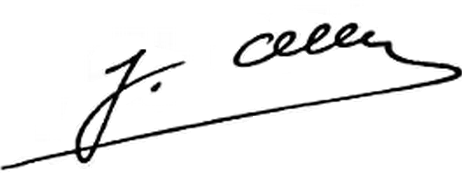
Firma di Joseph Oller

Nato a Terrassa, Catalogna Joseph Oller emigrò in Francia con la sua famiglia quando era ancora un bambino. Successivamente tornò in Spagna per studiare all'Università di Bilbao. Qui intraprese un'attività come gestore di combattimenti di galli in strada, iniziando la carriera da promotore di spettacoli.
Tornato a Parigi ancora una volta, nel 1867, Joseph Oller inventò un nuovo metodo di scommesse, che egli chiamò Pari Mutuel (in francese: Parimutuel). Egli introdusse un nuovo sistema di scommesse anche nelle corse ai cavalli di Francia. Ad ogni modo nel 1874, Joseph Oller venne condannato a quindici giorni di prigione e multato per aver posto in opera un centro di scommesse illegale. Nel 1891, le autorità francesi legalizzarono il suo sistema ed anzi lo resero operativo con l'uso di tabelloni automatici grazie all'inventiva di George Alfred Julius.

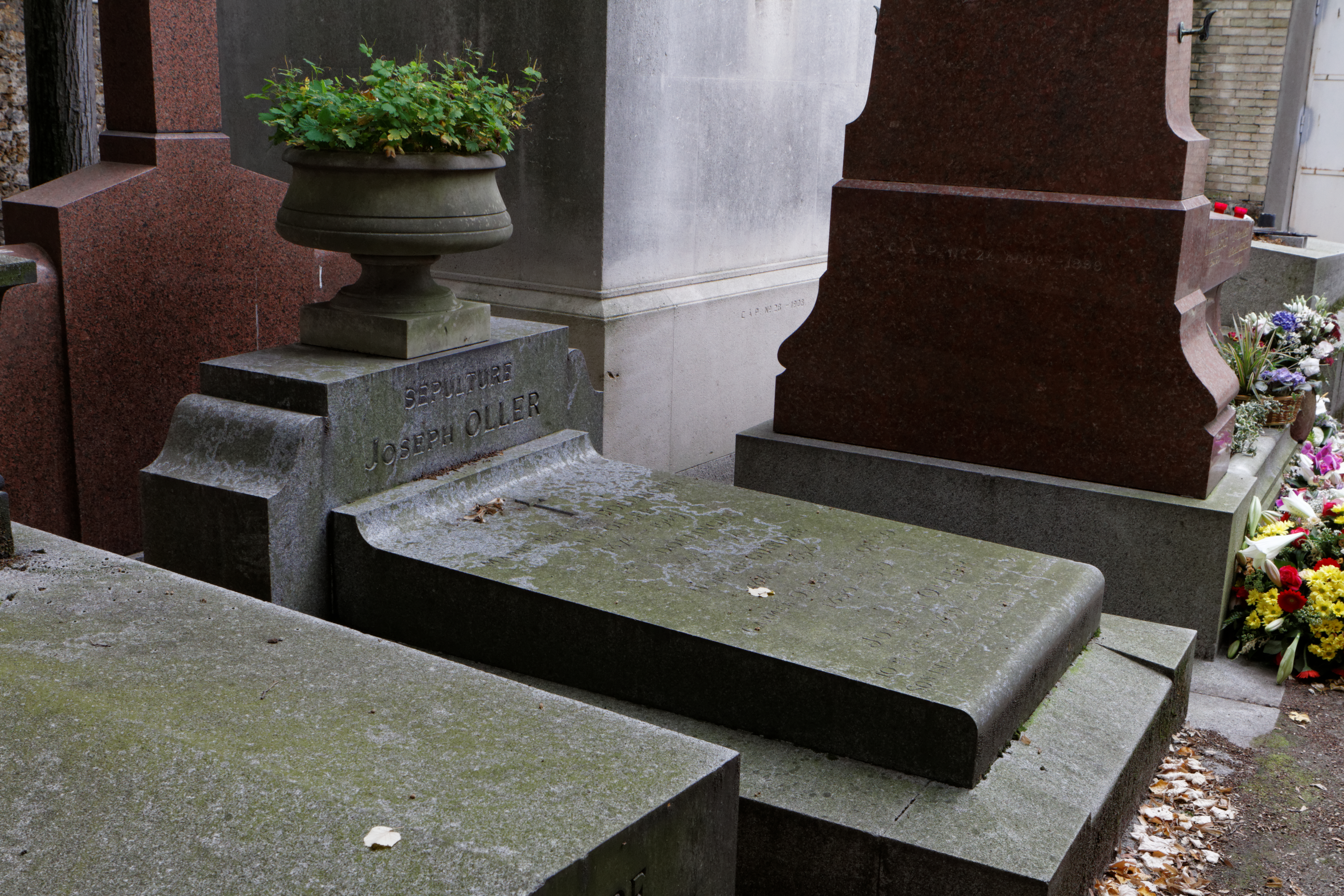
La tomba di Oller al cimitero di Père-Lachaise.

Nel 1870, si spostò a Londra per evitare le tragiche conseguenze della Guerra franco-prussiana. Qui entrò in contatto col mondo dell'industria dello spettacolo.
Dal 1876, Joseph Oller focalizzò la sua attenzione sull'industria dell'intrattenimento. Aprì diversi auditorium per questo scopo: Fantaisies Oller, La Bombonnière, Théâtre des Nouveautés, Nouveau Cirque ed il Montagnes Russes (dove installò nel 1889 le prime montagne russe di Francia, presso il boulevard des Capucines). Nel 1877 fondò l'Ippodromo al ponte de l'Alma. 
Nel 1889 inaugurò il famosissimo Moulin Rouge. Nel 1892, aprì il primo salone musicale parigino, l'Olympia, offrendo nuove forme di intrattenimento. Nel 1896 divenne responsabile della prima Promenade de la Vache enragée e della rinascita della Promenade du Bœuf Gras.
Alla sua morte, a Parigi nel 1922, venne sepolto nel cimitero di Père-Lachaise.